# Grand Prix automobile d'Italie 1980
Résultats du Grand Prix d'Italie de Formule 1 1980 qui a eu lieu sur le circuit d'Imola le 14 septembre 1980.

## Classement
| Pos. | No | Pilote                | Écurie          | Tours | Temps/Abandon                     | Grille | Points |
| ---- | -- | --------------------- | --------------- | ----- | --------------------------------- | ------ | ------ |
| 1    | 5  | Nelson Piquet         | Brabham-Ford    | 60    | 1 h 38 min 07 s 52 (183,439 km/h) | 5      | 9      |
| 2    | 27 | Alan Jones            | Williams-Ford   | 60    | + 28 s 93                         | 6      | 6      |
| 3    | 28 | Carlos Reutemann      | Williams-Ford   | 60    | + 1 min 03 s 67                   | 3      | 4      |
| 4    | 12 | Elio De Angelis       | Lotus-Ford      | 59    | + 1 tour                          | 18     | 3      |
| 5    | 21 | Keke Rosberg          | Fittipaldi-Ford | 59    | + 1 tour                          | 11     | 2      |
| 6    | 25 | Didier Pironi         | Ligier-Ford     | 59    | + 1 tour                          | 13     | 1      |
| 7    | 8  | Alain Prost           | McLaren-Ford    | 59    | + 1 tour                          | 24     |        |
| 8    | 1  | Jody Scheckter        | Ferrari         | 59    | + 1 tour                          | 16     |        |
| 9    | 26 | Jacques Laffite       | Ligier-Ford     | 59    | + 1 tour                          | 20     |        |
| 10   | 16 | René Arnoux           | Renault         | 58    | + 2 tours                         | 1      |        |
| 11   | 50 | Rupert Keegan         | Williams-Ford   | 58    | + 2 tours                         | 21     |        |
| 12   | 31 | Eddie Cheever         | Osella-Ford     | 57    | + 3 tours                         | 17     |        |
| Abd. | 3  | Jean-Pierre Jarier    | Tyrrell-Ford    | 54    | Freins                            | 12     |        |
| Abd. | 15 | Jean-Pierre Jabouille | Renault         | 53    | Boîte de vitesses                 | 2      |        |
| Abd. | 9  | Marc Surer            | ATS-Ford        | 45    | Surchauffe                        | 23     |        |
| Abd. | 11 | Mario Andretti        | Lotus-Ford      | 40    | Moteur                            | 10     |        |
| Abd. | 29 | Riccardo Patrese      | Arrows-Ford     | 38    | Moteur                            | 7      |        |
| Abd. | 4  | Derek Daly            | Tyrrell-Ford    | 33    | Accident                          | 22     |        |
| Abd. | 7  | John Watson           | McLaren-Ford    | 20    | Freins                            | 14     |        |
| Abd. | 6  | Héctor Rebaque        | Brabham-Ford    | 18    | Suspension                        | 9      |        |
| Abd. | 20 | Emerson Fittipaldi    | Fittipaldi-Ford | 17    | Accident                          | 15     |        |
| Abd. | 2  | Gilles Villeneuve     | Ferrari         | 5     | Crevaison                         | 8      |        |
| Abd. | 23 | Bruno Giacomelli      | Alfa Romeo      | 5     | Crevaison                         | 4      |        |
| Abd. | 22 | Vittorio Brambilla    | Alfa Romeo      | 4     | Sortie de piste                   | 19     |        |
| Nq.  | 43 | Nigel Mansell         | Lotus-Ford      |       | Non qualifié                      |        |        |
| Nq.  | 30 | Manfred Winkelhock    | Arrows-Ford     |       | Non qualifié                      |        |        |
| Nq.  | 14 | Jan Lammers           | Ensign-Ford     |       | Non qualifié                      |        |        |
| Nq.  | 41 | Geoff Lees            | Ensign-Ford     |       | Non qualifié                      |        |        |

## Pole position et record du tour
- Pole position : René Arnoux en 1 min 33 s 988 (vitesse moyenne : 191,514 km/h).
- Meilleur tour en course : Alan Jones en 1 min 36 s 089 au 47e tour (vitesse moyenne : 187,326 km/h).

## Tours en tête
- René Arnoux : 2 (1-2)
- Jean-Pierre Jabouille : 1 (3)
- Nelson Piquet : 57 (4-60)

## À noter
- 3e victoire pour Nelson Piquet.
- 23e victoire pour Brabham en tant que constructeur.
- 135e victoire pour Ford-Cosworth en tant que motoriste.
- À l'issue de cette course, Williams est champion du monde des constructeurs.